# Rostraria balansae
Rostraria balansae là một loài thực vật có hoa trong họ Hòa thảo. Loài này được (Coss. & Durieu) Holub miêu tả khoa học đầu tiên năm 1974.